# James Frankland, 18. Baron Zouche
James Assheton Frankland, 18. Baron Zouche (* 23. Februar 1943; † 21. September 2022) war ein britischer Adliger und Politiker.

## Leben und Laufbahn
James Assheton Frankland wurde am 23. Februar 1943 als Sohn des Hon. Sir Thomas William Assheton Frankland, 11. Baronet, aus dessen Ehe mit Pamela Catherine Mabell Kay-Shuttleworth geboren. Seine Mutter war väterlicherseits eine Enkelin des Ughtred Kay-Shuttleworth, 1. Baron Shuttleworth. Aus der 1940 geschiedenen vorherigen Ehe seiner Mutter mit William Rous, 5. Earl of Stradbroke, hatte er zwei Halbbrüder.
Zunächst erbte er beim Tod seines Vaters 1944 dessen Adelstitel als 12. Baronet, of Thirkleby in the County of York, der 1660 von König Karl II. in der Baronetage of England für seinen Vorfahren William Frankland (um 1640–1697) geschaffen worden war. James Frankland wurde in der Schweiz, auf der Privatschule Lycée Jaccard in Lausanne, erzogen. Nach Großbritannien zurückgekehrt, diente er von 1963 bis 1968 als Offizier des Regiments 15th/19th The King’s Royal Hussars in der British Army, davon zwei Jahre als Aide-de-camp des Gouverneurs von Tasmanien Sir Charles Gairdner, und erreichte den Rang eines Captain. Beim Tod seiner Großmutter väterlicherseits, Mary Frankland, 17. Baroness Zouche, erbte er 1965 deren Peerwürde als 18. Baron Zouche (of Haryngworth), die 1308 in der Peerage of England für deren Vorfahren in weiblicher Linie, William Zouche of Haryngworth, geschaffen worden war. Mit diesem Titel war ein erblicher Sitz im House of Lords verbunden. Diesen Sitz verlor er allerdings 1999 infolge der Oberhausreform, da er nicht zu den gewählten verbliebenen erblichen Peers gehörte. Nach seinem Ausscheiden aus dem Oberhaus widmete er sich der Lokalpolitik und war von 2009 bis 2013 Mitglied des County Councils von Somerset.
James Frankland war seit 1978 mit Sally Olivia Barton verheiratet, mit der er einen Sohn und eine Tochter hatte:
- Hon. Lucy Victoria Frankland (* 1982) ⚭ 2012 Nicholas Charles Pearson Miles;
- William Thomas Assheton Frankland, 19. Baron Zouche (* 1984) ⚭ 2019 Anna E. R. Holder.

Als er 2022 starb, erbte sein Sohn William seine Adelstitel.